# Agrilus ambiguus
Agrilus ambiguus es una especie de insecto del género Agrilus, familia Buprestidae, orden Coleoptera.
Fue descrita científicamente por Kerremans, 1895.